# رابطة الصومال الكبرى
رابطة الصومال الكبرى كان حزباً سياسياً في الصومال دعا إلى إقامة الصومال الكبير.

## التاريخ
قاد حاجي محمد حسين الحزب. تم تشكيله من قبل المنشقين عن رابطة الشباب الصومالي. 
وكان الحزب قوميًا بشدة ودعا إلى توحيد كل المناطق الصومالية في دولة واحدة. واتهم رابطة الشباب الصومالي بعدم الرغبة في توحيد الصومال. واعتقل الحاج محمد حسين ومجموعة من أتباعه بعد احتجاجات عنيفة ومحاكمتهم. 
قاطع الحزب الانتخابات البلدية لعام 1958، متهما رابطة الشباب بالمضايقات.  كما قاطع انتخابات عام 1959 اللاحقة.  في عام 1958، تم انتخاب حليمة غودان، ممثلة الحزب، لعضوية مجلس مدينة مقديشو. 